# Michele Seccia
Michele Seccia (* 6. června 1951 Barletta) je italský římskokatolický duchovní a emeritní arcibiskup Lecce.

## Život
Narodil se 6. června 1951 v Barlettě.
Vstoupil do kněžského semináře v Bisceglie a poté do Papežského regionálního semináře v Molfettě. Teologické a filosofické vzdělávání získal na Papežské univerzitě Gregoriana. Je absolventem vyššího studia filosofie na Univerzitě La Sapienza a morální teologie na Papežské akademii Alfonsiana. Dne 26. listopadu 1977 byl arcibiskupem Giuseppe Caratou vysvěcen na kněze a inkardinován do arcidiecéze Barletta. Působil ve farnosti Ducha svatého v Barlettě.
Od roku 1982 vedl arcidiecézní katechetický úřad. Vyučoval morální teologii na Vyšším institutu náboženských věd. V letech 1979–1986 působil jako generální vikář arcidiecéze Barletta a do roku 1997 jako generální vikář sjednocené arcidiecéze Trani-Barletta-Bisceglie. Roku 1994 byl ustanoven arcikněz konkatedrály v Barlettě.
Dne 20. června 1997 jej papež Jan Pavel II. jmenoval biskupem San Severa. Biskupské svěcení přijal 8. září z rukou arcibiskupa Francesca Colasuonna a spolusvětiteli byli arcibiskupové Carmelo Cassati a Giuseppe Casale. Dne 24. června 2006 byl papežem Benediktem XVI. převeden do úřadu biskupa diecéze Teramo-Atri.
Dne 29. září 2017 jej papež František ustanovil metropolitním arcibiskupem Lecce a 29. června následujícího roku obdržel od papeže pallium. Roku 2024 požádal Svatý stolec vzhledem k vysokému věku a dalším okolnostem o arcibiskupa koadjutora a 28. srpna mu bylo vyhověno jmenováním dosavadního arcibiskupa Crotone-Santa Severina Angela Raffaele Panzetty do tohoto úřadu.
Dne 18. června 2025 přijal papež Lev XIV. jeho rezignaci na post arcibiskupa Lecce.